# Iori
Iori (georgiska: იორი), eller Qabırrı (azerbajdzjanska), är en flod i östra Georgien och västra Azerbajdzjan. I Georgien passerar Iori genom Sionireservoaren. Den fortsätter österut till Azerbajdzjan där den mynnar i Mingäçevirreservoaren som vänsterbiflod till Kura.
Trakten runt Iori består i huvudsak av gräsmarker. Runt Iori är det ganska tätbefolkat, med 52 invånare per kvadratkilometer.